# Взрыв отеля Brinks
Взрыв отеля «Brinks» (англ. The Brinks Hotel boming) — взрыв диверсантами Вьетконга отеля в Сайгоне, превращённого в общежитие для офицеров американской армии. Отель был разрушен в рождественский сочельник 24 декабря 1964 года во время Вьетнамской войны взрывом припаркованного рядом с ним заминированного автомобиля. При взрыве погибли офицер и сержант, а также были ранены около 60 человек, в том числе и мирные жители.

## Предыстория
После Второй мировой войны коммунистическое движение доминирует во Вьетнаме. После поражения французских колониальных войск в Индокитайской войне страна в 1954 году была разделена по 17-й параллели. В 1956 году были назначены выборы, которые должны были воссоединить две части Вьетнама, но они были отменены, в результате чего начался период существования двух государств во Вьетнаме: коммунистического Северного Вьетнама и антикоммунистического Южного. В конце 1950-х годов группа южновьетнамских партизан при поддержке северовьетнамских властей начала мятеж с целью насильственного воссоединения страны под властью коммунистов. Холодная война была в самом разгаре, поэтому Соединенные Штаты — главный союзник Южного Вьетнама — послали военных советников в страну, чтобы помочь в обучении и руководстве армии Республики Вьетнам в её борьбе против Севера. К 1964 году в Южном Вьетнаме присутствовали 23 тысячи американских военнослужащих, и коммунисты рассматривали американцев как колонизаторов Южного Вьетнама.

## Взрыв
Взрыв был спланирован и совершен двумя северовьетнамскими агентами, которые не были в дальнейшем пойманы. В конце ноября агенты получили приказ, в котором говорилось, что нужно взорвать отель «Brinks», где в то время размещались офицеры США. Отель представлял собой шестиэтажное здание и имел 193 комнаты. После прибытия в Южный Вьетнам американских советников он был переоборудован под общежитие для офицеров армии США и переименован в честь покойного генерала Фрэнсиса Бринка, первого командующего группой американских советников в Индокитае. Взрыв должен был показать мощь северовьетнамских войск и их способность к военным действиям, а также подорвать авторитет США. Взрыв был намечен ближе к Рождеству, потому что здание отеля использовалось американцами для проведения праздников, и в нём должно было быть больше военнослужащих, чем в обычный день.
Двое агентов в течение месяца наблюдали за жизнью отеля, смешиваясь с толпой. Они оставались незамеченными, потому что приобрели на чёрном рынке южновьетнамскую военную форму, в результате чего имели свободный доступ в отель, а также смогли скопировать стиль речи, манеры и даже образ жизни южновьетнамских войск.
Агенты заминировали один из автомобилей, поместив в его багажник 90 кг взрывчатых веществ, и установили таймер бомбы на 17:45, в это время многие офицеры находились в баре. Они припарковали автомобиль рядом с отелем на автопарковке. Один из них, разыгрывавший роль майора армии Республики Вьетнам, сообщил портье, что его шофёр будет ждать с машиной у отеля появления американского полковника, с которым у него якобы назначена встреча. После этого второй вьетконковец, Нгуен Тхань Суан, игравший роль шофёра, проинформировал вьетнамского полицейского у входа в отель, что он идёт обедать, и попросил позвать его, когда приедет полковник. Нгуен занял место в кафе недалеко от отеля и дождался взрыва.
Когда основной состав офицеров был в столовой, бомба взорвалась, убив двух американских офицеров. Самым высопоставленным офицеров был подполковник Джеймс Роберт Хаген, который служил в армии в течение 20 лет, и работал на MACV. Второй жертвой был Бенджамин Белтран Кастаньеда, старший сержант службы в MACV и ветеран армии, который умер от ран 23 января 1965 года. Данные о количестве жертв противоречивы. Здание получило значительный ущерб: были разрушены четыре этажа, такой значительный ущерб объясняется тем, что под зданием отеля был расположен гараж, в котором находилось несколько грузовиков с газовыми баллонами.

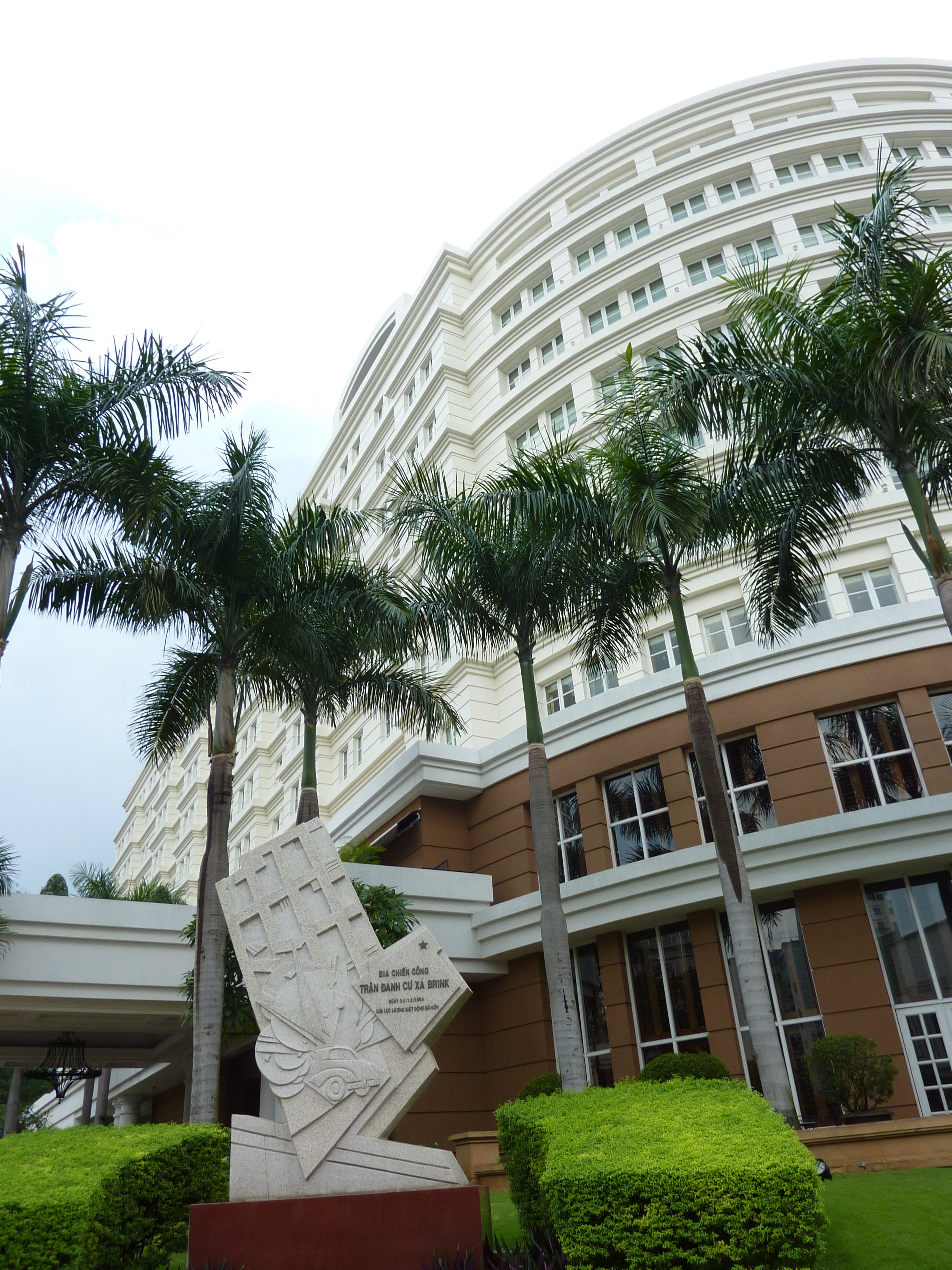
Памятник погибшим у современного отеля Park Hyatt

## Последствия
На следующий день после взрыва посол США в Южном Вьетнаме Максвелл Тейлор направил президенту Джонсону радиограмму, в которой требовал проведения «акции возмездия» против северян, аналогичной той, что была осуществлена после инцидента в Тонкинском заливе. Указывая на геополитические дивиденды, которые принёс бы авиаудар по Северному Вьетнаму, Тейлор при этом признавал, что не может с уверенностью утверждать, что именно северяне стоят за взрывом отеля. Оставалась возможность, что акция была организована южновьетнамским диктатором Нгуеном Кханем, отношения с которым у американских советников в последнее время стали напряжёнными. Радиограмма поступила к Джонсону, отдыхавшему на техасском ранчо, только 28 декабря, и президент в итоге принял решение воздержаться от акции возмездия (советники рекомендовали авиаудар по офицерским казармам Вит Тху Лу как симметричный ответ на взрыв офицерского общежития), опасаясь непредсказуемой реакции в самом Вьетнаме и оппозиции в Конгрессе. Только позже крупномасштабные авиаудары стали стандартной реакцией американских войск на операции коммунистов в Южном Вьетнаме.
Отель «Brinks» был восстановлен и оставался местом размещения американских офицеров вплоть до ухода войск США из Сайгона. В настоящее время на его месте расположен отель Park Hyatt.